# Fontana Erich Schulze

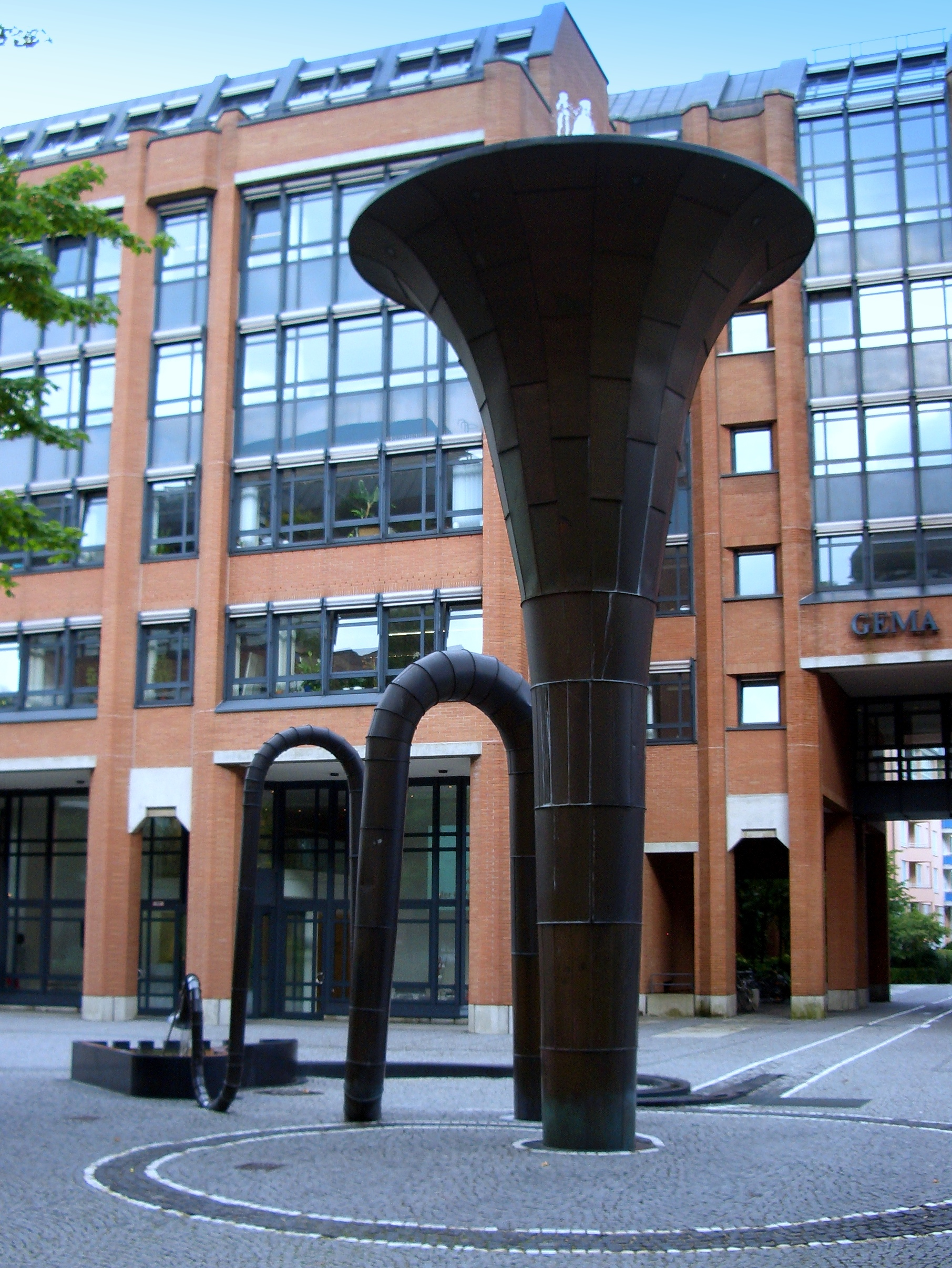
La tuba gigante

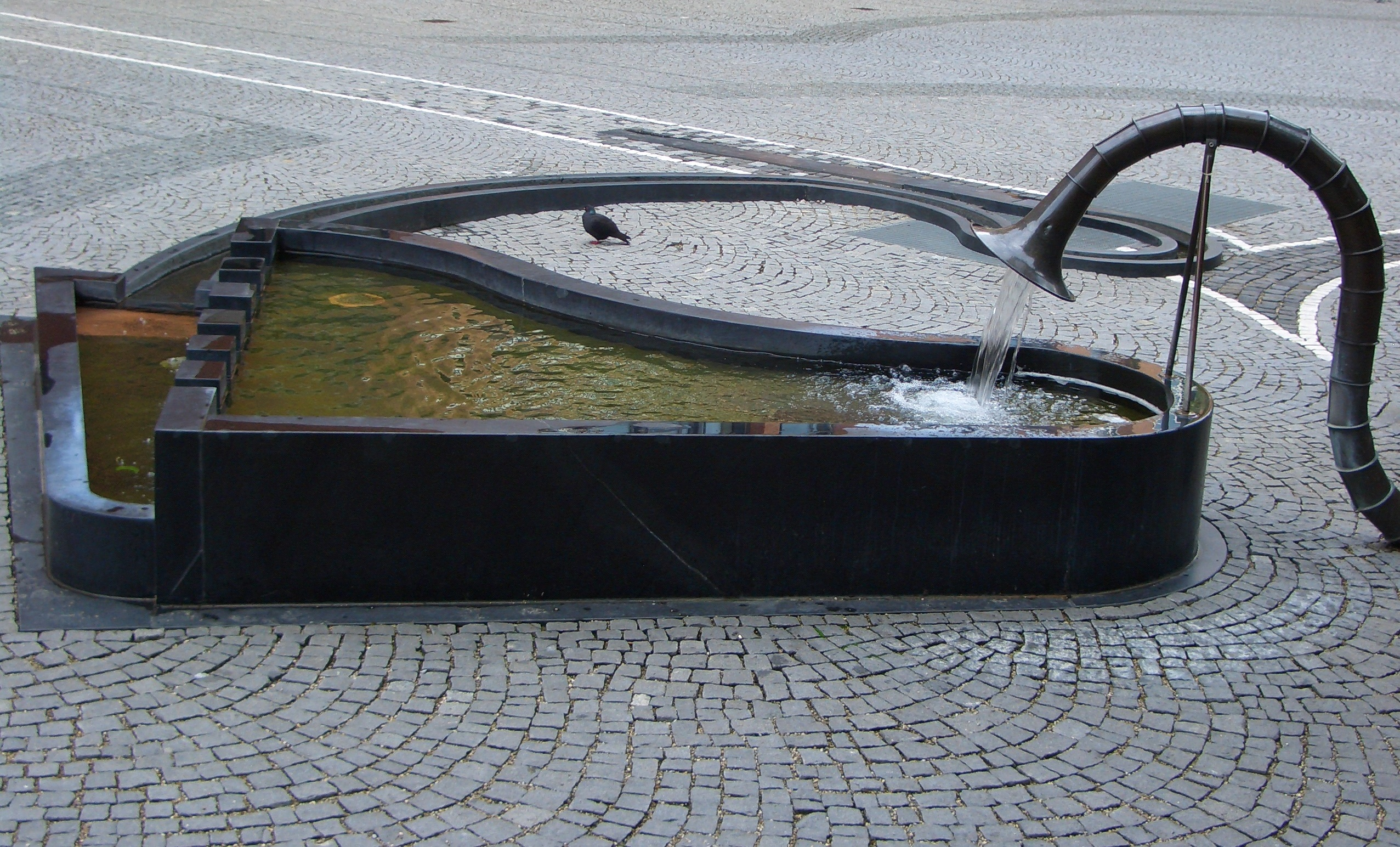
Vasca d'acqua a forma di pianoforte

La fontana Erich Schulze è una fontana nel quartiere di Haidhausen a Monaco di Baviera.
La fontana si trova tra il centro culturale Gasteig e un palazzo di uffici amministrativi della GEMA, sulla via Rosenheimer. È opera dell'artista monacense Albert Hien e fu eretta nel 1990.
Da uno strumento musicale a fiato, una tuba in ottone alta 7,5 metri, il getto d'acqua esce con uno zampillo alto mezzo metro, poi rientra nella tuba per uscire dalla parte opposta in basso, cioè la parte dove il musicista soffia. Il percorso dell'acqua si versa in una vasca di pietra a forma di pianoforte senza coperchio.
La fontana porta il nome di Erich Schulze che dopo la seconda guerra mondiale fu incaricato a formare la GEMA. Dalla fondazione nel 1947 fino al 1989 ne fu direttore generale.